# Palazzo Curti Valmarana
Palazzo Curti Valmarana è un palazzo di Venezia, ubicato nel sestiere di San Marco, affacciato sul lato sinistro del Canal Grande, tra il Palazzo Querini Benzon e il Palazzo Corner Spinelli.

## Storia
Palazzo eretto nel XVIII secolo appartenuto al ramo veneziano della famiglia milanese Curti e successivamente alla famiglia Valmarana.

## Architettura
Palazzo di stile rinascimentale con una facciata intonacata molto equilibrata e armonica nella disposizione delle finestre, presenta un portale d'acqua centrale al pian terreno, una trifora centrale al secondo piano nobile ad arco a tutto sesto, dello stesso tipo del portale d'acqua, con ai lati una coppia di monofore mentre tutte le altre aperture sono rettangolari. Nei due piani nobili le finestre sono provviste di cornicione superiore e le tre aperture centrali anche di un balconcino.